# Ludwig Alberti
Ludwig Alberti (* 9. Februar 1805 in Hohenleuben; † 20. Oktober 1857 in Gera) war ein deutscher Richter und Politiker.

## Leben
Alberti war der Sohn des Pfarrers sowie Lehns- und Gerichtsherren Johann Gottlob Friedrich Alberti in Hohenleuben und dessen Ehefrau Friederike Eleonora geborene Tripplin aus Weimar. Er heiratete am 25. Mai 1831 in Hohenleuben Marie Therese Bierey (* 2. Februar 1806 in Leipzig; † 24. Dezember 1869 in Fockendorf bei Altenburg), die Tochter des Mitinhabers eines Bierkonsortiums in Leipzig, Johann Gottlob Bierey. Julius Alberti war sowohl Cousin als auch Schwager.
Alberti studierte Staats- und Rechtswissenschaften und erhielt am 21. November 1832 die Zulassung als Niedergerichtsadvokat in Reuß jüngerer Linie. 1833 war er Advokat und Pfarrgerichtsdirektor am Pfarrgericht Hohenleuben. später wurde er Obergerichtsanwalt in Gera. Bis 1843 war er Untergerichtsanwalt und Justiziar am Gericht Köstritz und ab dem 19. Dezember 1843 gemeinschaftlicher Regierungs- und Konsistorialsadvokat. Danach war er Gerichtsverwalter in Köstritz und zuletzt bis 1849 dort Gerichtsdirektor. 1845 war er gemeinsam mit Heinrich Bruhm, Leopold Krause und Hermann Gladitsch Gründungsmitglied des Vereins zur Aufsuchung und Bebauung von Steinkohlelagern im Fürstentum Gera.
Vom 10. Mai bis zum 17. Juni 1856 war er Abgeordneter im Landtag Reuß jüngerer Linie. 